# 나카지마 화살집 다양체
대수기하학과 그래프 이론에서 나카지마 화살집 다양체([中島]화살집多樣體, 영어: Nakajima quiver variety)는 화살집에 대응되는 특별한 초켈러 다양체이다. 카츠-무디 대수의 표현론과 관련되어 있다.

## 정의
다음 데이터가 주어졌다고 하자.
- 화살집 {\displaystyle \Gamma }
- 각 꼭짓점 {\displaystyle i\in \operatorname {V} (\Gamma )}에 대하여, 두 유한 차원 복소수 벡터 공간 {\displaystyle V_{i}}, {\displaystyle W_{i}}

그렇다면, 다음과 같은 복소수 벡터 공간을 정의할 수 있다.
{\displaystyle E=\bigoplus _{i\in \operatorname {V} (\Gamma )}(\hom(V_{i},W_{i}))\oplus \bigoplus _{i,j\in \operatorname {V} (\Gamma ),\;e\in \hom _{\Gamma }(i,j)}\hom(V_{i},V_{j})}
그 차원은
{\displaystyle \dim V_{i}=v_{i}}
{\displaystyle \dim W_{i}=w_{i}}
로 놓고, {\displaystyle \mathbb {C} ^{\operatorname {V} (\Gamma )}} 위의 브라-켓 표기법을 사용하면
{\displaystyle \dim _{\mathbb {C} }E=\langle v|{\mathsf {A}}(\Gamma )|v\rangle +\langle v|w\rangle }
이다. 여기서 {\displaystyle {\mathsf {A}}(\Gamma )}는 {\displaystyle \Gamma }의 인접 행렬이다. 만약 {\displaystyle (V_{i},W_{i})_{i\in \operatorname {V} (\Gamma )}}에 각각 복소수 내적 공간의 구조를 부여하면, {\displaystyle E} 역시 복소수 내적 공간이 된다. 또한,
{\displaystyle \mathrm {T} ^{*}E\cong E\oplus E^{*}=\bigoplus _{i\in \operatorname {V} (\Gamma )}(\hom(V_{i},W_{i})\oplus \hom(W_{i},V_{i}))\oplus \bigoplus _{i,j\in \operatorname {V} (\Gamma ),\;e\in \hom _{\Gamma }(i,j)}(\hom(V_{i},V_{j})\oplus \hom(V_{j},V_{i}))}
위에는 자연스럽게 사원수 벡터 공간의 구조가 주어진다.
이 위에는 대수군
{\displaystyle G=\prod _{i\in \operatorname {V} (\Gamma )}\operatorname {GL} (V_{i};\mathbb {C} )}
이 작용하며, 이는 {\displaystyle \mathrm {T} ^{*}E}의 초켈러 다양체 구조와 호환된다. {\displaystyle G}의 작용의 운동량 사상
{\displaystyle \mu \colon \mathrm {T} ^{*}E\to {\mathfrak {lie}}(G)^{*}}
의 정귯값 {\displaystyle \zeta \in {\mathfrak {lie}}(G)^{*}}에 대하여 초켈러 몫
{\displaystyle E/\!/\!/G}
를 취할 수 있다. 이는 특이점을 가질 수 있으며, 기하 불변량 이론 몫을 취하여 준안정점이 아닌 점들을 버릴 수 있다. 이렇게 하여 얻는 복소수 대수다양체를 {\displaystyle (\Gamma ,(V_{i},W_{i})_{i\in \operatorname {V} (\Gamma )})}의 나카지마 화살집 다양체라고 한다. 이는 흔히 {\displaystyle {\mathcal {M}}(\Gamma ,v,w)}로 표기된다. 그 복소수 차원은
{\displaystyle \dim _{\mathbb {C} }{\mathcal {M}}(\Gamma ,v,w)=2(\langle v|({\mathsf {A}}(\Gamma )-1)|v\rangle +\langle v|w\rangle )}
이다. 여기서
{\displaystyle 1-{\mathsf {A}}(\Gamma )}
는 일반화 카르탕 행렬이라고 한다. (만약 {\displaystyle \Gamma }가 SU(2)의 유한 부분군의 매케이 화살집이라면, 이는 해당 ADE형 아핀 리 대수의 카르탕 행렬과 같다.)

## 성질
나카지마 화살집 다양체는 정의에 따라 항상 비(非)콤팩트 초켈러 다양체를 이룬다.

## 예

### ALE 공간
{\displaystyle \Gamma }가 SU(2)의 유한 부분군의 매케이 화살집(즉, 해당 ADE형의 확장 딘킨 도표)라고 하자. (여기서, 자명한 표현에 해당하는 꼭짓점을 버리지 않는다. 즉, 일반 딘킨 도표 대신 확장 딘킨 도표를 사용한다.) 이 경우, 인접 행렬 {\displaystyle {\mathsf {A}}(\Gamma )}는 대각 성분이 0인 정수 계수 대칭 행렬이다.
이제,
{\displaystyle |v\rangle \in (1-{\mathsf {A}}(\Gamma ))=|1\rangle }
{\displaystyle \langle 1|v\rangle =1}
인 {\displaystyle |v\rangle \in \mathbb {C} ^{\operatorname {V} (\Gamma )}}를 고를 수 있다. 여기서 {\displaystyle |1\rangle \in \mathbb {C} ^{\operatorname {V} (\Gamma )}}은 자명한 표현에 대응되는 매케이 화살집 꼭짓점에 대한 단위 벡터이다. 확장 카르탕 행렬의 핵은 항상 1차원이므로, 이는 {\displaystyle |v\rangle }를 유일하게 결정한다. 그렇다면
{\displaystyle {\mathcal {M}}(|v\rangle ,|1\rangle )}
은 해당 유한 부분군에 대한 4차원 점근 국소 유클리드 공간(영어: asymptotically locally Euclidean [ALE] space)이다. 즉, 이 경우
{\displaystyle \dim _{\mathbb {C} }{\mathcal {M}}(\Gamma ,|v\rangle ,|1\rangle )=2}
이다.
이 경우, 초켈러 축소에 등장하는 매개 변수 {\displaystyle \zeta \in \mathbb {R} ^{3}}는 ALE공간의 크기를 결정한다. {\displaystyle \zeta \to 0} 극한은 ALE 공간이 오비폴드 {\displaystyle \mathbb {R} ^{4}/G}로 가는 극한에 해당한다.

### ADHM 작도
{\displaystyle \Gamma }가 하나의 꼭짓점과 하나의 변을 갖는 화살집이라고 하자. 그렇다면,
{\displaystyle E=\hom(V,V)\oplus \hom(V,W)}
{\displaystyle \mathrm {T} ^{*}E=\hom(V,V)\oplus \hom(V,V)\oplus \hom(V,W)\oplus \hom(W,V)}
이다. 이 경우
{\displaystyle \dim _{\mathbb {R} }{\mathcal {M}}(v,w)=4vw}
인 초켈러 다양체를 얻는다. 이는 순간자수가 {\displaystyle k}인 {\displaystyle \operatorname {SU} (w)} 양-밀스 순간자의 모듈라이 공간이며, 이는 ADHM 작도와 같다.
이 밖에도, ALE 공간 위의 양-밀스 순간자의 모듈라이 공간도 위와 마찬가지로 주어진다. 이 경우 {\displaystyle \Gamma }는 SU(2) 유한 부분군 {\displaystyle G} 매케이 화살집이며, {\displaystyle |v\rangle }와 {\displaystyle |w\rangle }는 순간자의 각종 성질을 나타낸다. 구체적으로, {\displaystyle w}는 순간자가 기본군 {\displaystyle \pi _{1}(\mathbb {R} ^{4}/G)\cong G}를 돌았을 때의 홀로노미를 묘사하며, {\displaystyle v}는 마찬가지로 각 홀로노미에 대한 순간자수를 묘사한다. 이 경우, 꼭짓점 기저는 {\displaystyle G}의 성분들의 “비아벨 푸리에 변환”에 해당한다.

### 원환 다양체
만약 모든 {\displaystyle i\in \operatorname {V} (\Gamma )}에 대하여 {\displaystyle \langle i|v\rangle =1}이라면 (즉, 모든 {\displaystyle V_{i}}의 차원이 1이라면) 몫을 취하는 군은 원환면
{\displaystyle G=\operatorname {U} (1)^{|\operatorname {V} (\Gamma )|}}
이며, 이 경우 나카지마 화살집 다양체는 원환 다양체의 특수한 경우이다.

## 역사
나카지마 화살집 다양체들은 피터 크론하이머(영어: Peter B. Kroneimer)와 나카지마 히라쿠(일본어: 中島 啓, 1962〜)가 1990년에 ALE 공간 위로 양-밀스 순간자의 ADHM 작도를 일반화하는 동안 최초로 등장하였다.
이후 1994년에 나카지마는 이 구성을 일반적 화살집에 대하여 일반화하였다.